# Тучи над Борском
«Тучи над Борском» — советский художественный фильм на антирелигиозную тему режиссёра Василия Ордынского, снятый в 1960 году и ставший одним из инструментов хрущёвской антирелигиозной кампании.
В фильме снимались сразу нескольких известных впоследствии киноактёров: Никита Михалков, Владимир Ивашов, Инна Чурикова, Инна Гулая, Роман Хомятов. Съёмки проходили в городе Бор Горьковской области, а также в Касимове Рязанской области, хотя по сюжету действие происходит где-то под Курском.

## Сюжет
Борск — провинциальный посёлок городского типа. Сюда, после блестящего окончания педагогического института, прибывает по распределению учительница физики — Кира Сергеевна: девушка примерно 22—23 лет, с городскими манерами и современными взглядами на жизнь. В девятом классе, руководство которым сразу поручает ей директор школы, учатся «дети войны» — уже самостоятельные, но ещё духовно не созревшие девушки и юноши, стихийно ищущие способы для личного самоутверждения и общения вне школы. 
Оля Рыжкова, главная героиня фильма, воспитывается овдовевшим отцом: ответственным, но из-за вдовства «живущим на работе» и потому далёким от забот взрослеющей дочери, начальником местного леспромхоза. Чтобы убежать от домашнего одиночества и отчасти самоутвердиться (над ней издеваются в классе), как член ВЛКСМ, Оля занимается общественной деятельностью — она вожатая пионеров, легко находящая общий язык с подростками, из-за чего ей поручают подготовку театрализованного «антирелигиозного вечера». Но трагедия Ольги в том, что внешнее, официально-формальное общение её не удовлетворяет: она ищет у окружающих сочувствия и личного, обусловленного внутренними мотивами, общения без принуждения, в котором она могла бы самоутвердиться по-настоящему. Новое лицо посёлка и школы — Кира Сергеевна, поначалу становится для Оли Рыжковой не столько учительницей, сколько подругой: из-за чего Кира Сергеевна вскоре оказывается в двусмысленном, для своей школьно-чиновной репутации, положении. Кира Сергеевна, поэтому, отдаляет от себя Олю, оставив с ней только деловые отношения. Разочарованная Оля остро переживает разрыв, казавшейся ей вполне возможной, дружбы с учительницей, отрешается от школы и своих школьных дел. Отчаявшись найти сочувствие у «взрослых», она даже предлагает себя в качестве покорной и безропотной жены (признаётся в любви) своему однокласснику Мите Саенко — довольно высокомерному и замкнутому юноше, причём их разговор случайно подслушивает директор школы — Сергей Капитонович. 
Митя Саенко — круглый сирота, живущий у тётки, работающей в «Госстрахе», держится в стороне от школьных дел, не имеет друзей среди одноклассников и откровенно высмеивает их попытки «антирелигиозной пропаганды». На следующий день директор школы (типичный чиновник от советского образования, имеющий о педагогике и возрастной психологии весьма смутное представление), на уроке черчения осуждает Рыжкову за аморальное поведение — потерю «девичьей чести», предварительно заручившись поддержкой Киры Сергеевны. Косвенно достаётся и Саенко, но тот оказывается подготовленным к такого рода «товарищеским судам» и даёт отпор, чем вызывает у Оли восторг и полное доверие к себе. Пользуясь своим положением, Митя начинает проповедовать Ольге «слово божие», знакомит её со своей тёткой: выясняется, что они оба — участники местной религиозной секты пятидесятников, в которую, они, в итоге, приводят Олю, к тому времени готовую бросить школу, и полностью отдалившуюся от отца. Когда же, до её ни о чём не подозревающего отца, доходят сведения из школы о том, как резко и без видимых причин, изменилось поведение дочери, он, как умеет, пытается её «вразумить». Но в ответ на наставления Оля бросает отцу на стол свой комсомольский билет, чем вызывает у него сердечный приступ: пока он находится в больнице, в его квартиру подселяются и хозяйничают сектанты.
Обстановка в секте резко отличается от обыденной жизни посёлка: общинники живо откликаются на беды и заботы друг друга, часто собираются на общие молитвы, выступают против «безбожников», как единое целое. Оля, среди них, быстро начинает чувствовать себя частью этого целого: в её воображении, давнее желание самоутверждения связывается только с общинной жизнью. Вдобавок, Митя Саенко оказывается рассудительнее, серьёзнее, «взрослее», убеждённее в своей нравственной правоте, чем другие одноклассники. Например, Генка Бочарников, верхом атеистической пропаганды для которого становится шутовская выходка на собрании верующих. Наблюдая и переживая внешнее различие советских и общинных форм и способов жизни, Оля стихийно решает, насколько возможно, «уйти от мира» — и бросает школу. После этого шага руководители секты решают, что девушка готова для крещения Святым Духом. Во время «радения» Оля выкрикивает нечленораздельные звуки и входит в общий экстаз на глазах у Мити. Убедившийся на её примере в своей способности истинного проповедника, Саенко решает открыто исповедовать и проповедовать свою веру, в то время, как его тётка решает использовать Олю в качестве юродивой.
Тем временем, учительница Кира Сергеевна не сидит сложа руки: она выясняет, что хозяин дома, где для неё РайОНО (районный отдел народного образования) снял комнату, является настоятелем общины сектантов, причём много лет обманывающим также состоящего в общине отца Гены Бочарникова, насчёт судьбы якобы пропавшего без вести в войну сына, пытается воздействовать на Ольгу и поставить под сомнение нравственные убеждения Мити Саенко, ограничить участие в событиях директора школы с его «сталинскими методами» идейно-воспитательной работы. Собрав доказательства существования в Борске религиозной секты, она публикует в газете «Борский рабочий» статью: «Внимание: сектанты! Ползущие из мрака». После чего в Доме культуры устраивается открытая дискуссия, куда приглашают самих верующих. Сектанты со своей стороны решают прибегнуть к «святому обману» (reservatio mentalis) — отказаться от своей веры и общины на дискуссии. Однако Дмитрий Саенко не поддерживает их и выступает в Доме культуры, решив таким образом начать проповедование «безбожникам». Выступившая на дискуссии Кира Сергеевна уличает руководителей секты в лицемерии, рассказав о подлинной истории «чудесного обретения» Гены Бочарникова. Тем временем секта решает распять находящуюся в молельном доме Олю во искупление её греха гордыни. Правда, благодаря бдительному Гене Бочарникову, горожане успевают спасти девушку.

## Оценка фильма
«Тучи над Борском» можно назвать «культовой» антирелигиозной картиной. Однако среди кинокритиков он вызвал неоднозначную реакцию сразу после премьеры. Так, журнал «Советский экран» в 1961 г. опубликовал отзыв критика Н. Кладо: «Обличительный пафос „Туч над Борском“ сосредоточен на изображении изуверских молений и их высшей точки — принесении юной героини в жертву. Конечно, сектанты могут и убить. Но это — крайность. А вред их именно в том, что они лишают человека всех радостей жизни — труда, творчества, культуры. И здесь, мне кажется, авторы фильма „Тучи над Борском“ допустили ошибку, показывая, будто радости — действительно у сектантов, а беды — в „светском миру“».
Как отметил кинокритик Александр Фёдоров, основной удар хрущёвской волны антирелигиозных игровых фильмов (1959—1963) был направлен не столько на католическую и греко-католическую (униатскую) церковь («Иванна» В. Ивченко), сколько на борьбу с протестантскими конфессиями («Тучи над Борском», «Армагеддон», «Грешница», «Люблю тебя, жизнь!», «Конец света», «Цветок на камне» и др.). Авторы фильма «Тучи над Борском» намеренно изобразили верующих искажённо и оглуплённо, что способствовало нагнетанию в СССР массовой истерии, давшей политическое основание для преследования религиозных общин государством. Гиперболизируя внешние, часто случайные или выдуманные, проявления бытовой религиозности, авторы фильма оставляют без определённого художественного изображения как сами причины возникновения потребности в религии, так и положительное разрешение тех условий советской действительности, которые прямо или косвенно порождают такую потребность у советских людей, даже вопреки антирелигиозной пропаганде.
Современный историк русского протестантизма Т. К. Никольская отмечает, что в советской антирелигиозной пропаганде негативный образ «сектанта» со временем приобрёл «пятидесятнические» черты. Так, в фильме «Тучи над Борском» фигурируют некие «сектанты», хотя по многим признакам очевидно, что это пятидесятники (в киноповести С. Лунгина и И. Нусинова название конфессии присутствует). Вместе с тем, «Благодаря высокому профессиональному уровню, яркой игре молодых актёров, фильм до сих пор производит сильное впечатление и на зрителей-атеистов, и на верующих. Для последних картина особо интересна тем, что здесь критике подвергаются не столько христианские догматы, общие для большинства конфессий, сколько наиболее спорные духовные практики (глоссолалия, пророчество)».

## В ролях
- Инна Гулая — Оля Рыжкова
- Роман Хомятов — Митя Саенко, друг Оли, сектант
- Владимир Ивашов — Генка Бочарников, одноклассник Оли
- Наталья Антонова — Кира Сергеевна, учительница
- Виктор Рождественский — Сергей Капитонович Боярцев, директор школы
- Пётр Константинов — отец Ольги
- Пётр Любешкин — Бочарников, отец Генки
- Валентина Беляева — тётка Мити, начальствующая у сектантов
- Евгений Тетерин — Артемий Николаевич, сектант
- Анна Троицкая — Меланья, сектантка
- Игорь Охлупин — Герман, комсорг
- Геннадий Крашенинников — Обишкин, одноклассник Оли
- Инна Чурикова — Райка, одноклассница Оли
- Пётр Кононыхин — председатель собрания
- Никита Михалков — пионер Петя, «отец Никон» в антирелигиозной сценке школьников

…уже первая роль — сектантки в картине Ордынского «Тучи над Борском» очень болезненно ударила по её (Гулой) психике (сами обстоятельства, предлагаемые ролью, оказались очень вредны для неё), на что вовремя никто не обратил внимания.— Александр Нилин. Станция Переделкино: поверх заборов : роман частной жизни. Москва: АСТ: Редакция Елены Шубиной, 2015. ISBN 978-5-17-087072-1